# Standish Group
Pour les articles homonymes, voir Standish.
Le Standish Group International, Inc. (Standish Group) est un cabinet international indépendant de conseil en recherche informatique fondé en 1985 connu par ses rapports sur les projets de mise en œuvre de systèmes d'information dans les secteurs public et privé.  

## Activité
Le Standish Group publie des rapports sur des sujets tels que les logiciels : commerciaux, libres et open source ; gestion de projet telle que la gestion de projet de chaîne critique ; des projets tels que Confirm Project (en), etc. 
Le cabinet est une source de réflexion indépendante sur les méthodes de conception des logiciels. Il met notamment en lumière les défaillances et les améliorations possibles des projets informatiques dans le monde.
Il s'est fait connaître en particulier avec son Chaos Report, une analyse de la conception de 40 000 projets informatiques menée depuis 1994 dans les entreprises privées et publiques du monde entier. 